# Universität der Peloponnes
Die Universität der Peloponnes (griechisch Πανεπιστήμιο Πελοποννήσου; auch Universität des Peloponnes) ist eine staatliche Universität in Griechenland mit Sitz in Tripoli und Fakultäten in Kalamata, Korinth, Nafplio und Sparta. Die Universität wurde 2000 per Dekret des Präsidenten gegründet und bis 2002 errichtet. Der Lehrbetrieb wurde zum 20. September 2002 aufgenommen.

## Gliederung
Es gibt fünf Fakultäten, die sich jeweils in den Hauptorten der 2011 abgeschafften Präfekturen der Region Peloponnes befinden:
- Fakultät für Wirtschaft, Management und Informatik in Tripoli
  - Abteilung für Wirtschaft (seit 2003/04)
  - Abteilung für Telekommunikation und Informatik (seit 2013/14)
- Fakultät für Geisteswissenschaften und Kulturwissenschaften in Kalamata
  - Abteilung für Geschichte, Archäologie und Kulturressourcenmanagement (seit 2003/04)
  - Abteilung für Philologie (seit 2005/06)
- Fakultät für Sozialwissenschaften in Korinth
  - Abteilung für Sozial- und Bildungspolitik (seit 2003/04)
  - Abteilung für Politikwissenschaft und Internationale Beziehungen (seit 2007/08)
- Fakultät der schönen Künste in Nafplio
  - Abteilung für Theaterwissenschaft (seit 2003/04)
- Fakultät für Menschenbewegung und Wissenschaften der Lebensqualität in Sparta
  - Abteilung für Sportorganisation und -management (seit 2003/04)
  - Abteilung für Krankenpflege (seit 2005/06)

## Persönlichkeiten der Universität
- Effi Gazi (* 1966), griechische Historikerin
- Axel Horn (* 1954), deutscher Pädagoge und Sportwissenschaftler, seit 2008 Gastprofessor